# Mickaël Leveau
Pour les articles homonymes, voir Leveau.
Mickaël Leveau (né le 20 juin 1976 à Argentan) est un coureur cycliste français, devenu ensuite directeur sportif. Il travaille actuellement dans l'équipe Arkéa-Samsic .

## Biographie
Mickaël Leveau est le fils du champion cycliste Daniel Leveau, qui compte plus de 800 victoires à son palmarès,. Son oncle François a également été coureur cycliste, et son petit frère Jérémy évolue au niveau professionnel de 2015 à 2024. 
Dans les années 1990 et 2000, il pratique le vélo au plus haut niveau amateur. Il évolue au CC Nogent-sur-Oise puis au VC Rouen 76, en division nationale 1. Durant cette période, il se distingue en étant l'un des meilleurs amateurs normands. Il remporte notamment diverses courses nationales comme le Grand Prix de Nogent-sur-Oise, le Grand Prix Gilbert-Bousquet, le Tour de la Porte Océane, Paris-Évreux ou encore le Tour de Franche-Comté. Malgré ses performances, il ne passe jamais professionnel. Il arrête la compétition à l'issue de la saison 2006. 
Après sa carrière cycliste, il travaille dans la formation Agritubel en tant qu'assistant. Il devient ensuite directeur sportif de la nouvelle structure Perche-Agem 72, qui monte au niveau continental en 2012 (Véranda Rideau-Super U). Les années suivantes, il continue d'occuper cette fonction au sein de divers clubs amateurs (VC Rouen 76, Côtes d'Armor-Marie Morin, Laval Cyclisme 53). Il a également lancé sa propre activité de coaching sportif en 2014.
En mai 2021, il intègre l'encadrement de l'équipe continentale Xelliss-Roubaix Lille Métropole. Fin 2022, il est embauché par Arkéa-Samsic pour la saison suivante.

## Palmarès et résultats

### Par année
- 1996
  - Circuit des Matignon
  - Circuit des Remparts
- 1997
  - Souvenir Vietto-Gianello
  - 2e de Paris-Laon
  -  Médaillé d'argent du championnat du monde militaires de cyclo-cross
- 1998
  - Grand Prix de Nogent-sur-Oise
  - 2e des Boucles de l'Austreberthe
  - 3e de Paris-Évreux
- 1999
  - Grand Prix de Luneray
  - Paris-Laon
  - 3e de Paris-Connerré
- 2000
  - Deux étapes du Tour de la Manche
  - 3e de la Ronde de l'Oise
- 2001
  - Grand Prix Gilbert-Bousquet
  - Paris-Évreux
  - Circuit des Remparts
  - 2e de Paris-Auxerre
  - 3e du Circuit méditerranéen
  - 3e du Grand Prix de Saint-Hilaire-du-Harcouët
- 2002
  - Tour de la Porte Océane
  - 2e du Grand Prix de Luneray
  - 3e des Boucles guégonnaises
- 2003
  - Grand Prix d'Eu[6]
  - 3e étape du Tour de la Dordogne
  - 3e des Boucles de la Loire
- 2004
  - 3e étape du Tour Nord-Isère
  - Boucles de l'Eure
  - Grand Prix de Gamaches
  - 2e du Tour Nord-Isère
  - 2e du Grand Prix de Lys-lez-Lannoy
  - 2e du Grand Prix Michel-Lair
  - 2e du Grand Prix de Tours
  - 3e du Prix des Moissons
- 2005
  - 2e de la Ronde Mayennaise
  - 3e du Circuit du Morbihan
  - 3e des Trois Jours de Cherbourg
  - 3e du Trio normand
- 2006
  - Redon-Redon
  - Tour de Franche-Comté
  - Boucles de l'Austreberthe
  - Paris-Évreux
  - 1re étape du Tour de Nouvelle-Calédonie
  - 3e du Grand Prix des Marbriers

### Classements mondiaux
| Année           | 2005 |
| --------------- | ---- |
| UCI Europe Tour | 793e |